# McGill (Nevada)
McGill é uma Região censo-designada localizada no estado americano de Nevada, no Condado de White Pine.

## Demografia
Segundo o censo americano de 2000, a sua população era de 1054 habitantes.

## Geografia
De acordo com o United States Census Bureau tem uma área de
2,9 km², dos quais 2,9 km² cobertos por terra e 0,0 km² cobertos por água. McGill localiza-se a aproximadamente 1990 m acima do nível do mar. Possui um clima frio, porque se localiza a uma altitude elevada em relação ao nível do mar.

## Localidades na vizinhança
O diagrama seguinte representa as localidades num raio de 164 km ao redor de McGill.